# ISO 3166-2:ZM
Die Liste der ISO-3166-2-Codes für  Sambia enthält die Codes für die zehn Provinzen.
Die Codes bestehen aus zwei Teilen, die durch einen Bindestrich voneinander getrennt sind. Der erste Teil gibt den Landescode gemäß ISO 3166-1 (für  Sambia ZM), der zweite den Code für die Provinz wieder.

Der aktuelle Landescode wurde im November 2014 zuletzt aktualisiert.

Provinzen in Sambia

| Provinz         | Code  |
| --------------- | ----- |
| Copperbelt      | ZM-08 |
| Luapula         | ZM-04 |
| Lusaka          | ZM-09 |
| Muchinga        | ZM-10 |
| Nordprovinz     | ZM-05 |
| Nordwestprovinz | ZM-06 |
| Ostprovinz      | ZM-03 |
| Südprovinz      | ZM-07 |
| Westprovinz     | ZM-01 |
| Zentralprovinz  | ZM-02 |